# Primeira Divisão 1976-1977
La Primeira Divisão 1976-1977 è stata la 39ª edizione della massima serie del campionato portoghese di calcio e si è conclusa con la vittoria del Benfica, al suo ventitreesimo titolo.
Capocannoniere del torneo è stato Fernando Gomes (Porto) con 26 reti.

## Classifica finale
|  |     | Classifica finale 1976-77 | Pt | G  | V  | N  | P  | GF | GS | DR  |
|  | --- | ------------------------- | -- | -- | -- | -- | -- | -- | -- | --- |
|  | 1.  | Benfica                   | 51 | 30 | 23 | 5  | 2  | 67 | 24 | +43 |
|  | 2.  | Sporting Lisbona          | 42 | 30 | 17 | 8  | 5  | 59 | 26 | +33 |
|  | 3.  | Porto                     | 41 | 30 | 18 | 5  | 7  | 72 | 27 | +45 |
|  | 4.  | Boavista                  | 34 | 30 | 13 | 8  | 9  | 41 | 33 | +8  |
|  | 5.  | Académica                 | 34 | 30 | 14 | 6  | 10 | 29 | 25 | +4  |
|  | 6.  | Vitória Setúbal           | 32 | 30 | 13 | 6  | 11 | 47 | 46 | +1  |
|  | 7.  | Varzim                    | 31 | 30 | 10 | 11 | 9  | 36 | 36 | 0   |
|  | 8.  | Braga                     | 29 | 30 | 10 | 9  | 11 | 36 | 36 | 0   |
|  | 9.  | Vitória Guimarães         | 26 | 30 | 10 | 6  | 14 | 39 | 38 | +1  |
|  | 10. | Belenenses                | 26 | 30 | 7  | 12 | 11 | 29 | 40 | -11 |
|  | 11. | Estoril Praia             | 25 | 30 | 6  | 13 | 11 | 26 | 36 | -10 |
|  | 12. | Portimonense              | 25 | 30 | 8  | 9  | 13 | 34 | 46 | -12 |
|  | 13. | Beira-Mar                 | 23 | 30 | 7  | 9  | 14 | 33 | 57 | -24 |
|  | 14. | Montijo                   | 23 | 30 | 7  | 9  | 14 | 30 | 47 | -17 |
|  | 15. | Leixões                   | 23 | 30 | 4  | 15 | 11 | 15 | 31 | -16 |
|  | 16. | Atlético CP               | 15 | 30 | 3  | 9  | 18 | 23 | 68 | -45 |

### Verdetti
- Benfica campione di Portogallo 1976-77 e qualificato in Coppa dei Campioni 1977-1978.
- Porto vincitore della Taça de Portugal 1976-1977 e qualificato in Coppa delle Coppe 1977-1978.
- Sporting CP e Boavista qualificati in Coppa UEFA 1977-1978.
- Beira Mar, Montijo, Leixões e Atlético CP retrocesse in Segunda Divisão.

### Record
- Maggior numero di vittorie:  Benfica (23)
- Minor numero di sconfitte:  Benfica (2)
- Miglior attacco:  Porto (72 gol segnati)
- Miglior difesa:  Benfica (24 gol subiti)
- Miglior differenza reti:  Porto (+45)
- Maggior numero di pareggi:  Leixões (15)
- Minor numero di pareggi:  Benfica,  Porto (5)
- Minor numero di vittorie:  Atlético CP (3)
- Maggior numero di sconfitte:  Atlético CP (18)
- Peggior attacco:  Leixões (15 gol segnati)
- Peggior difesa:  Atlético CP (68 gol subiti)
- Peggior differenza reti:  Atlético CP (-45)